# SN 2005gx
SN 2005gx – supernowa typu Ia odkryta 26 września 2005 roku w galaktyce A235932+0044. W momencie odkrycia miała maksymalną jasność 22,60m.